# Docodontidae
Docodontidae es una familia extinta de mamíferos omnívoros que vivieron durante el Jurásico Medio y Superior, que se distribuyeron de Europa a Norteamérica.
La parte mesolingual de los molares inferiores normalmente tenían desgaste.

## Géneros
- Género Acuoldulodon
- Género Borealestes
- Género Castorocauda
- Género Cyrtlatherium
- Género Docodon
- Género Dsungarodon
- Género Gondtherium
- Género Haldanodon
- Género Itatodon
- Género Krusatodon
- Género Peraiocynodon
- Género Sibirotherium
- Género Simpsonodon
- Género Tashkumyrodon
- Género Tegotherium